# Zažablje
Zažablje je opčina v Chorvatsku v Dubrovnicko-neretvanské župě. Opčina se rozkládá v pohoří Žaba, podle nějž je pojmenována. Jejím střediskem je vesnice Mlinište. V roce 2011 žilo v celé opčině 757 obyvatel, z toho 335 v Mliništi.
Opčina se skládá z šesti samostatných vesnic:
- Badžula – 73 obyvatel
- Bijeli Vir – 292 obyvatel
- Dobranje – 6 obyvatel
- Mislina – 50 obyvatel
- Mlinište – 335 obyvatel
- Vidonje – 1 obyvatel